# 愛を信じて
「愛を信じて」（あいをしんじて）は、2001年8月22日発売の小田部亜弥 with Misty のデビューシングル。
ロックバンド白虎隊（カプランズ）の山部光彦がプロデュース。
発売元は、バップ

## 収録曲
1. 愛を信じて
作詞・作曲　山部光彦・aya.o
編曲　西込加久見・KAPLANS
2. Pure Pussion Love
作詞　山部光彦・aya.o 　作曲　youki・joke
編曲　西込加久見・KAPLANS

## 参加ミュージシャン
- 西込加久見
- Misty （BELL・DAICHI）
- KAPLANS （MIL・YOUKI・JOKE)